# John-Henry Krueger
John-Henry Krueger (Pittsburgh, 1995. március 27. –) amerikai születésű magyar rövidpályás gyorskorcsolyázó. 2018 októberétől magyar színekben versenyez. A 2018-as phjongcshangi olimpián amerikai színekben ezüstérmes 1000 méteren. 2022-ben olimpiai bronzérmes vegyes váltóban.

## Pályafutása
Édesapja korcsolyaedző volt. Idősebb testvére Cole Krueger. 2000-ben, ötéves korában kezdte a korcsolyázást a Pittsburgh Speedskating Club-ban.
2012-ben, a Melbourne-ben rendezett junior-világbajnokságon egy ezüst- és két bronzérmet nyert. A 2013–2014-es szezonban a Világkupa-sorozatban háromszor állhatott dobogóra a váltó tagjaként.
2014-ben, tizennyolc évesen influenza miatt nem tudott részt venni a 2014-es olimpiai válogatón, így lemaradt a Szocsiban rendezett ötkarikás játékokról. Az év végén 500 méteren bronzérmet nyert a Világkupában és kvalifikálta magát a 2015-ös világbajnokságra.
2016-ban Szöulban kezdett edzeni, majd 2017-ben Heerenveenbe költözött, hogy a holland csapattal edzhessen, a világversenyeken azonban továbbra is az Egyesült Államokat képviselte. A 2017–2018-as Világkupa-szezonban négy fordulóban állt rajthoz.
2017. november 13-án a Thomas Hong, Keith Carroll és JR Celski összeállítású amerikai váltó tagjaként új világcsúcsot állított fel, csaknem két másodperccel megdöntve a kanadaiak 2012-es rekordját.
A 2018-as phjongcshangi olimpián ezüstérmet szerzett 1000 méteren. 2018 májusától Magyarországon edzett, majd október 16-án magyar állampolgársági esküt tett. Ettől kezdve a magyar válogatott tagjaként készült a következő világeseményekre.
2019 februárjában az FTC-hez igazolt. Szeptemberben az országos bajnokságon szárkapocscsont-sérülést szenvedett, ami miatt műtét, majd többhetes kihagyás várt rá.
2021 januárjában a Gdańskban rendezett Európa-bajnokságon ezüstérmet szerzett 1000 méteren, a márciusban rendezett hollandiai világbajnokságon pedig a váltó tagjaként lett ugyancsak ezüstérmes.
A 2022-es téli olimpián a 2000 méteres vegyes váltó tagjaként bronzérmes lett. 1000 méteren nem jutott tovább a negyeddöntőből.